# UTYニュース
『UTYニュース』（ユーティーワイニュース）は、テレビ山梨で放送されているローカルニュース番組。

## 放送時間

### 現在
いずれも日本標準時、2021年10月時点でのもの。
朝
- 月曜 - 金曜 山梨県内の気象情報のみを放送。
- 土曜 山梨県内の気象情報のみを放送
- 日曜 山梨県内の気象情報のみを放送

昼
- 月曜 - 金曜 11:50:30（『ひるおび!』内『JNNニュース』ローカル枠）
- 土曜 放送なし
- 日曜 放送なし

夕方
- （月曜 - 金曜 16:45 - 18:55 『スゴろく』内）（※16:45 - と18:15 - の2回放送）
- 土曜 18:50 - 18:55
- 日曜 17:44（『Nスタ』内ローカル枠。17:54まで）

夜
- 土曜 23:24 - 23:30
- 日曜 22:54 - 23:00

### 過去
午後
- 月曜 - 金曜 13:55 - 14:00

夜
- 月曜 - 木曜 23:56 - 0:00（2020年3月30日 - 2023年3月30日）

- 火曜 - 金曜 0:00 - 0:25（月曜 - 木曜深夜）・土曜 0:15 - 0:40（金曜深夜）
  - 『UTYニュースの星』の再放送。2020年3月28日終了。

## 雑記
UTYでのテロップフォーマットはJNNが系列全体で取り決めているフォーマットを一切無視した独自フォーマットが採用されており、現在に至っている。このためか、ニュース項目の見出しタイトルにおいてもUTY独自のものが使われている。
ただし、全国ニュース向けにUTYから素材を送る場合に限り、JNNの統一フォーマットに準じている。このため、レイアウトの一部に不体裁が発生することもある。
2008年から『UTYニュース』のオープニングに使用されている楽曲は、松任谷由実「Autumn Park」（アルバム『ALARM à la mode』収録）のイントロ部分である。